# X2 (Six Flags Magic Mountain)
X2 in Six Flags Magic Mountain (Valencia, Kalifornien, Vereinigte Staaten) ist eine Stahlachterbahn vom Modell 4th Dimension des Herstellers Arrow Dynamics, die im Jahr 2002 unter dem Namen X eröffnete. Seit 2008 trägt sie den Namen X².
Sie war der Prototyp des 4th-Dimension-Coasters von Arrow Dynamics und war auch bis 2006 die einzige Achterbahn weltweit des Typs.

## Geschichte

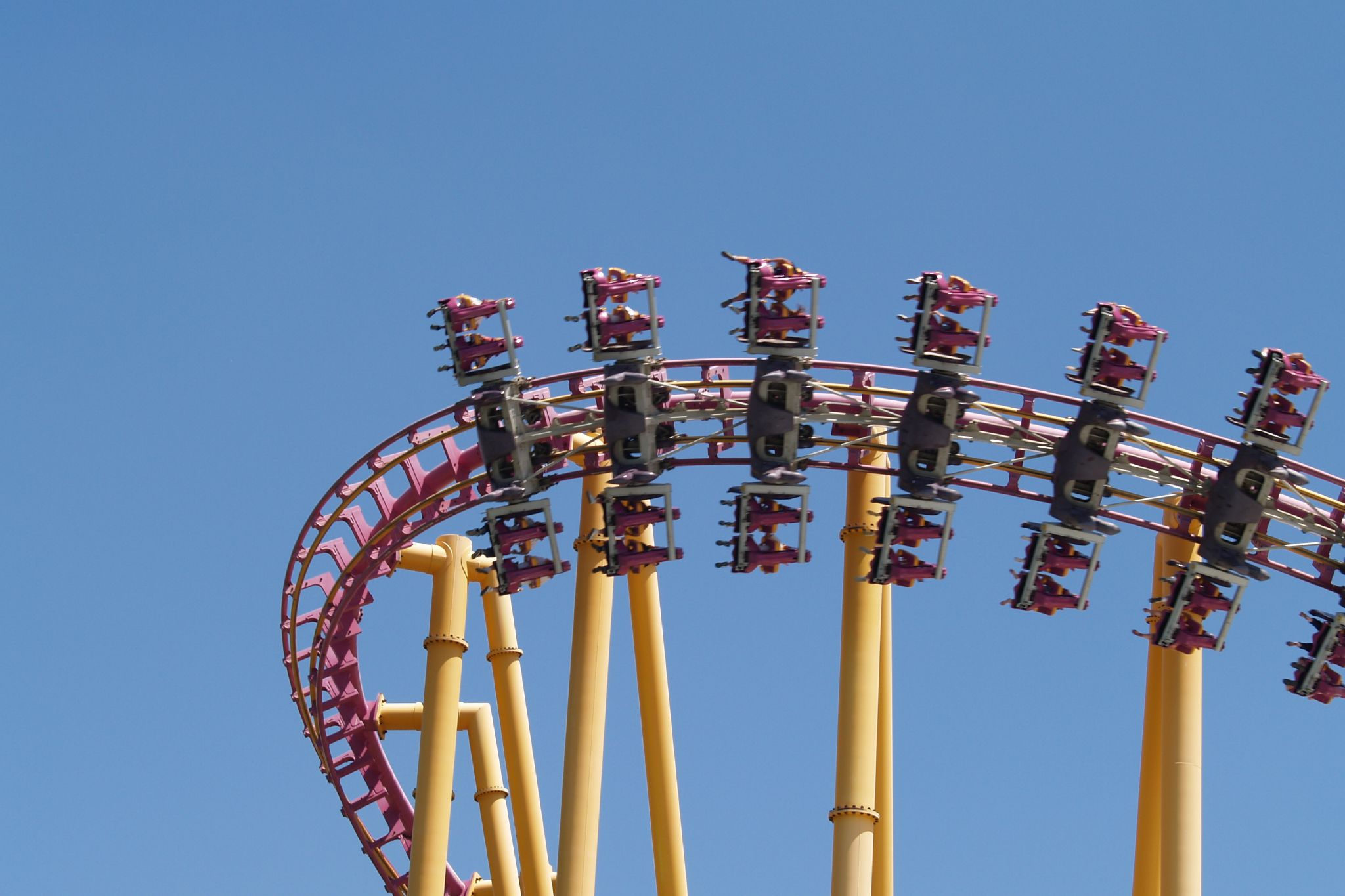
Fahrt noch im alten Design. Man sieht gut die seitlich montierten Sitze

Die Achterbahn eröffnete am 12. Januar 2002 unter dem Namen X. Für Besitzer von Saisonkarten wurde die Bahn bereits am 24. Dezember 2001 eröffnet. Auf Grund technischer Probleme lief die Bahn zwischen dem 5. Juni 2002 und dem 12. August 2002 nicht. Im November 2007 gab Six Flags bekannt, dass die Bahn neue Züge und neue visuelle und Audioeffekte erhält. Seit 2008 fährt sie unter dem neuen Namen X².

## Besonderheiten

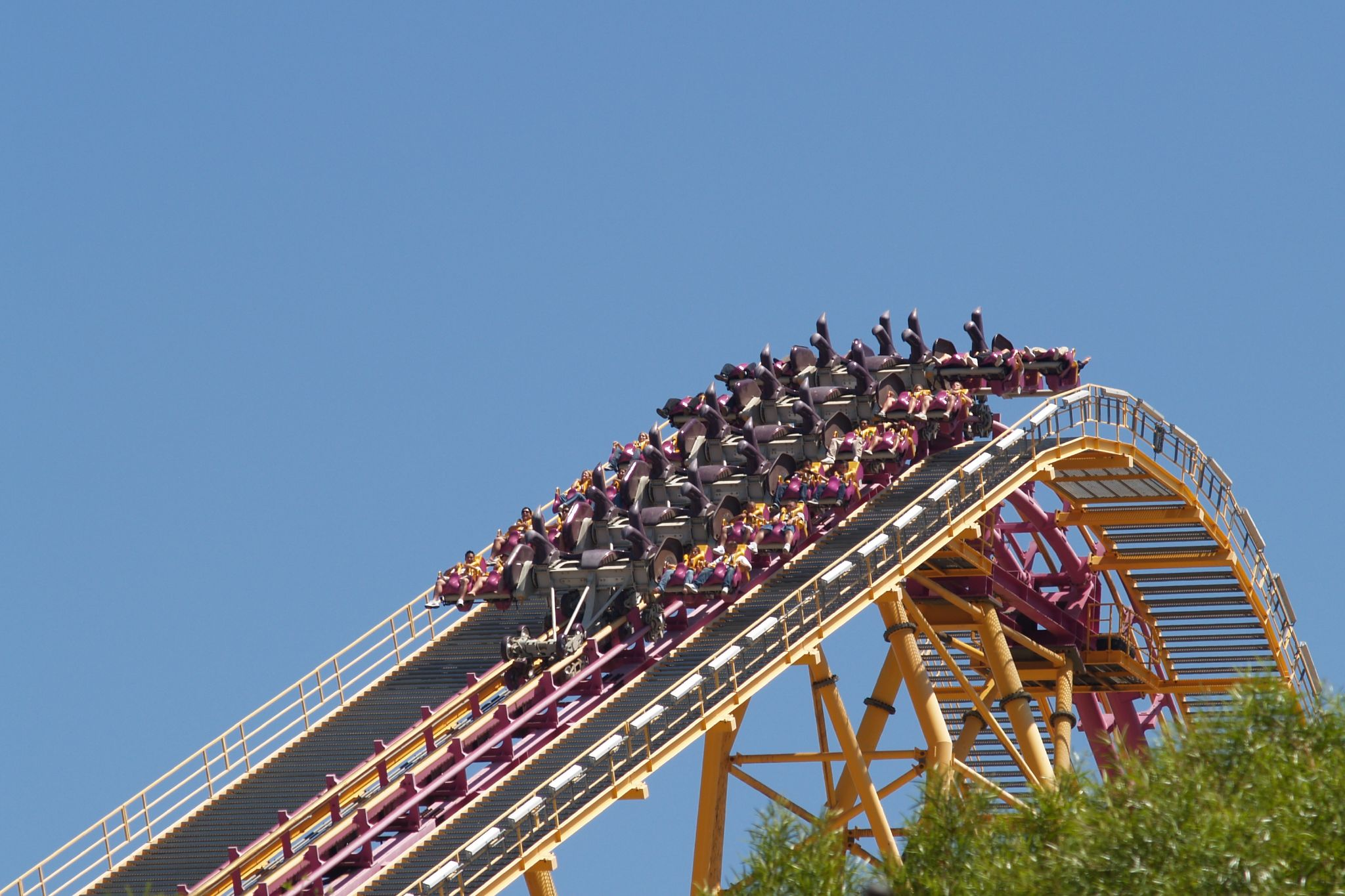
Lifthill im alten Design

Beim Einsteigen sitzt der Fahrgast zunächst entgegen der Fahrtrichtung und wird nach Beenden des Beladevorgangs auf den Rücken gedreht. Dies geschieht durch eine verstellbare Schiene unterhalb der eigentlichen Laufschienen. Nun liegt der Fahrgast also Gesicht nach oben im Sitz und rollt mit dem Kopf voran zum Lifthill. Auf dem Lifthill werden die einzelnen Wagen leicht gedreht, sodass die Personen horizontal sitzen. Ist der Zug in 53,3 m Höhe angekommen, erwartet die Fahrgäste vor dem First Drop einen kleinen Predrop. An dessen Scheitelpunkt drehen die Sitze um 180 Grad vorwärts, so dass der Fahrgast mit dem Gesicht nach unten die 65,5 m hohe Abfahrt in die Tiefe stürzt (siehe Bild oben rechts). Kurz bevor der Zug wieder in die Horizontale geht, vollziehen die Sitze eine 360° Rolle Vorwärts, damit die hohen g-Kräfte von 4g nicht auf den Kopf einwirken. Der weitere Streckenverlauf beinhaltet zwei Inversionen sowie zwei neuartige Fahrelemente, so genannte Raven-Turns. Auf dem ganzen restlichen Streckenverlauf werden die Wagen immer unterschiedlich stark rotiert.

## Züge

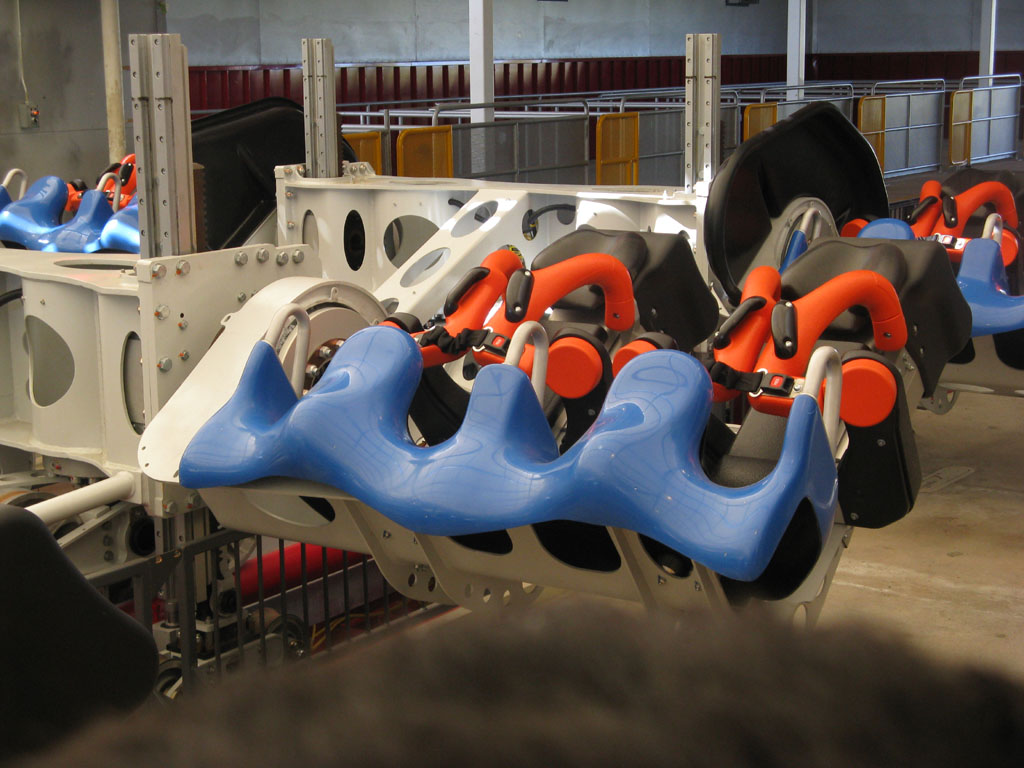
Ein Wagen der neuen Züge

X² besitzt drei Züge mit jeweils sieben Wagen. In jedem Wagen können vier Personen (eine Reihe à vier Personen) Platz nehmen. Sie sind 6,1 m breite flügelartige Prototyp-Fahrzeuge. Die Drehung der einzelnen Sitzpaare wird durch eine unterhalb der Laufschiene angebrachten Führungsschiene gesteuert. Somit sind sie nicht, wie oft behauptet, unabhängig und frei drehbar gelagert, sondern werden an bestimmten Streckenabschnitten durch ebendiese Führungsschiene gedreht.
Die Fahrgäste müssen mindestens 1,22 m groß sein, um mitfahren zu dürfen.